# 泉昭二
泉 昭二（いずみ しょうじ、1932年4月25日 - 2023年10月29日）は、日本の漫画家。男性。東京府東京市荒川区（現：東京都荒川区）生まれ。法政大学卒業、東京デザインカレッジ漫画科修了。

## 概要
中学生のとき、大人の雑誌に投稿した作品が掲載され、出版社に原稿料を受け取りに行って驚かれた。この頃に漫画家を志望するが、8人きょうだいの末っ子という経済的な理由もあり家族には切り出せずにいた。33歳のとき、サラリーマン生活をやめ、東京デザインカレッジに一期生として学ぶ。その後、朝日新聞のPR版に挿絵を描いていたところ、子供向けの新聞漫画の執筆に誘われたのが転機となった。当初は1ヵ月程度の連載のつもりだったという。
1969年9月30日に『朝日小学生新聞』で4コマ漫画『ジャンケンポン』の連載を開始する。以来、新聞休刊日以外は1日も休まず執筆し、2023年3月31日まで連載した。2011年4月23日で連載回数が13,000回となり、新聞漫画の現役最長寿作品とされた。その後も連載を継続し、2016年12月15日には15,000回に到達、2017年3月20日には「一つの4コマ漫画として最も多く発行された回数」としてギネス世界記録に認定され、2023年3月末の連載終了時には16,383回となった。
2023年10月29日、老衰のため死去。91歳没。

## 受賞歴
- 1976年 - 第5回日本漫画家協会賞優秀賞（『出発進行』）[1]
- 2018年 - 第47回日本漫画家協会賞特別賞（『ジャン・ケン・ポン』）

## メディア出演
- 伊集院光とらじおと - TBSラジオ 2019年10月14日